# Ayyubiden (Jemen)
Die Ayyubiden im Jemen (arabisch أيوبيو اليمن, DMG Aiyūbiyū l-Yaman) waren ein Zweig der ägyptischen Ayyubiden (1173–1228) mit kurdischer Abstammung.
Nach dem Sturz der Fatimiden in Ägypten durch Saladin (1171) eroberte dessen rastloser und dynamischer Bruder Tūrānschāh weite Teile des Jemens. Die ayyubidische Armee landete in der nördlichen Tihama. Tūrānschāh vereinigte sich mit den Sulaymaniden und zog von Ḥaraḑ südwärts. In Richtung Taizz wurde alles überrannt und Tūrānschāh zog weiter südwärts und besiegte die ismailitischen Zurayiden in Aden. Von dort aus wandte er sich wieder in die nördliche Gegenrichtung nach Dschibla und marschierte gegen Dhamār. Hier regte sich erstmals Widerstand. Der Kampf um Sanaa blieb zunächst unentschieden. Es begann die Organisation der besetzten Gebiete. Die Kontrolle des Jemen teilten sich der zaiditische Imām im Norden, und im Süden und in der Tihama die sunnitischen Ayyubiden. Es entwickelte sich erstmals ein effektives Lehnswesen. Durch ein effizientes Steuersystem konnten die Ayyubiden aus der Landwirtschaft, vor allem aber aus dem Handel zwischen Indien und dem Mittelmeerraum sehr hohe Einnahmen erzielen. Allein die Hafensteuer in Aden soll jährlich 600.000 Golddinar betragen haben. Die höchste Errungenschaft der Ayyubiden war ihre Gabe, in administrativer Hinsicht eine wirkungsvolle politische Einheit zu schaffen (Vereinheitlichungspolitik). Allerdings zogen die ayyubidischen Truppen schon 1228 aus dem Jemen ab. Als Statthalter des Landes wurden die Rasuliden eingesetzt.